# Paul Wagler
Paul Wagler (* 5. Juni 1861 in Gießmannsdorf bei Luckau; † 19. März 1923 in Wurzen) war ein deutscher Klassischer Philologe. Er unterrichtete von 1887 bis 1923 am Gymnasium in Wurzen.

## Leben
Paul Wagler war der Sohn des Pfarrers Eduard Wagler und der Thecla geb. von Müller. Sein jüngerer Bruder Ludwig Wagler wurde später Stadtrat, Polizeidirektor von Leipzig und Vorsitzender des dortigen Museums für Völkerkunde; er wurde unter anderem als Kaspar-Hauser-Forscher bekannt.
Paul Wagler besuchte bis Ostern 1871 die Bezirksschule in Dresden-Friedrichstadt und von Ostern 1871 bis Ostern 1879 das Kreuzgymnasium in Dresden. Obwohl gebürtiger Brandenburger und damit Preuße, erwarb er nach der Reifeprüfung die sächsische Staatsangehörigkeit und studierte an der Universität Leipzig Klassische Philologie. Von seinen akademischen Lehrern beeinflusste ihn insbesondere Otto Ribbeck, der ihn auf die römische Dichtung hinwies. 1883 wurde Wagler bei ihm mit einer Dissertation über das pseudovergilische Lehrgedicht Aetna zum Dr. phil. promoviert. Am 30. Oktober 1884 bestand er die Staatsprüfung für das höhere Lehramt und erhielt die Lehrberechtigung in den Fächern Latein, Deutsch, Griechisch, Geschichte und Geographie. Seit seinem Studium war er Mitglied und später Alter Herr des Klassisch-Philologischen Vereins Leipzig im Naumburger Kartellverband.
Nach dem Militärdienst als Einjährig-Freiwilliger (1884/85), dem Probejahr am Gymnasium in Zwickau (1. Oktober 1885 bis 30. September 1886) und dem Vikariat am Gymnasium in Bautzen (1. Oktober 1886 bis 31. März 1887) wurde Wagler zum 1. April 1887 als nichtständiger Lehrer am Gymnasium in Wurzen angestellt. Dort blieb Wagler bis an sein Lebensende tätig. Am 1. Juni 1891 erhielt er eine Festanstellung als Oberlehrer. Am 28. September 1905 erhielt er den Professorentitel, am 15. Mai 1916 wurde er zum Studienrat ernannt und am 23. August 1920 zum Oberstudienrat. Er starb am 19. März 1923 im Alter von 61 Jahren.
Waglers Forschungsschwerpunkt war die Vegetation des Altertums, die er unter kulturgeschichtlichen und religionswissenschaftlichen Aspekten untersuchte. Er veröffentlichte eine Monografie über Die Eiche in alter und neuer Zeit (zwei Teile, 1891) und mehrere Artikel für Paulys Realenzyklopädie der klassischen Altertumswissenschaft (RE I–III,1, 1893–1897). In seiner Zeit als Oberlehrer kam Wagler kaum noch zu wissenschaftlichen Arbeiten. Er beteiligte sich aber an einem Lehrbuchprojekt seines Kollegen Hermann Steuding.

## Schriften (Auswahl)
- De Aetna poemate quaestiones criticae. Berlin 1884 (Dissertation, Leipzig)
- Die Eiche in alter und neuer Zeit. Eine mythologisch-kulturgeschichtliche Studie. Erster Teil. Wurzen 1891 (Schulprogramm)
- Die Eiche in alter und neuer Zeit. Eine mythologisch-kulturgeschichtliche Studie. Zweiter Teil. Berlin 1891 (Berliner Studien für classische Philologie und Archäologie 13,2)